# GN-108036
GN-108036 — далёкая галактика, открытая и подтверждённая при наблюдениях на телескопе «Субару» и телескопах Обсерватории Кека; также исследование галактики проводилось на телескопах «Хаббл» и «Спитцер».
Космологическое красное смещение z = 7,2, таким образом, излучению галактики потребовалось 12,9 миллиардов лет, чтобы достичь Земли, а сама галактика была сформирована спустя 750 миллионов лет после Большого взрыва. Темп звездообразования составляет около 100 масс Солнца в год, что в 30 раз превышает темп звездообразования в Млечном Пути.